# Bilshausen
Bilshausen é um município da Alemanha, situado no distrito de Göttingen do estado de Baixa Saxônia (Niedersachsen). O município de Bilshausen é membro da associação municipal de Samtgemeinde Gieboldehausen.